# おいしい結婚
『おいしい結婚』（おいしいけっこん）は、1991年に公開された東宝製作の日本映画。

## スタッフ
- 製作 - 藤峰貞利
- 脚本・監督 - 森田芳光
- プロデューサー - 市村朝一、藤倉博
- 撮影 - 前田米造
- 照明 - 矢部一男
- 録音 - 橋本文雄
- 美術 - 今村力
- 編集 - 川島章正
- 音楽 - 野力奏一
- 主題歌 - ASKA「はじまりはいつも雨」（ポニーキャニオン）

## キャスト
- 矢頭美栄子 - 三田佳子
- 矢頭のん - 斉藤由貴
- 川又保 - 唐沢寿明
- 川又重樹 - 田中邦衛
- 山内政行 - 小林稔侍
- 小野吾郎 - 橋爪功
- 田宮作男 - 斎藤晴彦
- 小山まつ - 南美江
- 小野恵美子 - 入江若葉
- 田宮明子 - 結城美栄子
- 大下久代 - 成田路実
- 榎本紀美子 - 松浦佐紀
- 人見美起 - 白島靖代
- 重田ひとみ - 小沼由美
- マネー・トランジットセブンの店員A - 太田光（爆笑問題）
- マネー・トランジットセブンの店員B - 田中裕二（爆笑問題）

## 製作
企画はサンダンス・カンパニーの古澤利夫（藤崎貞利）。
斉藤由貴のマネージャーから「三田佳子さんと仕事がしたい」という申し出があり、本作が企画された。斉藤の相手役には最初に本木雅弘がオファーされたが、スケジュールの都合が付かず断念。サンダンス・カンパニーの木村典代が博品館劇場で芝居を観ていた唐沢寿明を推薦した。